# Михайлово (Ярцевский район)
Михайлово — деревня в Ярцевском районе Смоленской области России. Входит в состав Подрощинского сельского поселения. Население — 33 жителя (2007 год). 
Расположена в центральной части области в 10 км к юго-западу от Ярцева, в 12 км южнее автодороги М1 «Беларусь», на берегу реки Лосьмена. В 11 км севернее деревни расположена железнодорожная станция Ярцево на линии Москва — Минск. 

## История
В годы Великой Отечественной войны деревня была оккупирована гитлеровскими войсками в июле 1941 года, освобождена в сентябре 1943 года.